# 重庆出版社
重庆出版社是中华人民共和国的一家出版社。成立于1950年，社址位于重庆市。

## 历史沿革
1950年12月，西南人民出版社成立。1952年10月，改组为人民出版社、人民教育出版社西南联合办事处。1955年5月，与1953年2月成立的重庆市人民出版社合并为重庆人民出版社。1963年，编辑部工作并入四川人民出版社，其他机构改为四川人民出版社重庆办事处。1980年12月恢复建制，改名为重庆出版社。